# Royal Trophy
Le Royal Trophy est une compétition professionnelle de golf opposant deux équipes masculines, l'une représentant l'Europe, l'autre représentant l'Asie. Elle s'est disputé tous les ans de 2005 à 2013, à l'exception de l'édition 2008 qui a été annulée.
Elle est créée en 2005, la première édition a eu lieu en mars 2006, à l'Amata Spring Country Club en Thaïlande.
Severiano Ballesteros fut l'un des principaux promoteurs de cette compétition, il fut le capitaine de l'équipe européenne dans le tournoi inaugural, et le japonais Masahiro Kuramoto capitaine de l'Asie.
L'édition de 2008 devait avoir lieu du 11 au 13 janvier, mais elle fut reportée en raison d'une période de 15 jours de deuil national à la suite du décès de la sœur du roi de Thaïlande, elle a finalement été annulée.

## Déroulement
Le Royal Trophy se dispute au mois de décembre.
Disputée en trois jours comme la Ryder Cup, cette compétition présente de nombreuses similarités avec celle-ci. Ainsi, les deux premiers jours se déroulent sous forme de rencontres par équipe, le dernier jour étant réservé aux simples.
La compétition se déroule sur trois jours et comprend 10 matchs en fourball disputés le vendredi, 4 matches en greensome disputés le samedi, 4 matches en foursome disputés le samedi et s'achève par 10 rencontres individuelles en match-play le dimanche. Ce sont donc 28 points qui sont mis en jeu (1 point par partie allant à l'équipe gagnante, et 1/2 point à chacune des équipes en cas d'égalité)
Chaque équipe est composée d'un capitaine qui ne dispute pas de rencontres et de dix joueurs. Les critères de sélection sont faits pour essayer de garantir la présence des meilleurs Européens. C'est ainsi que les équipes sont tout d'abord constituées des quatre premiers joueurs de chaque équipe au Official World Golf Ranking, classement mondial des joueurs. Puis, elles sont complétées par les quatre joueurs, qui n'ont pas été sélectionnés par le premier critère, les mieux classés à l'ordre du Mérite européen. Enfin, les deux derniers choix sont laissés à la discrétion du capitaine.

## Palmarès
| Année | Lieu                                                             | Vainqueurs     | Score          | Vaincus        | Capitaines                              |
| ----- | ---------------------------------------------------------------- | -------------- | -------------- | -------------- | --------------------------------------- |
| 2006  | Amata Spring Country Club Bangkok, Thaïlande                     | Europe         | 9 - 7          | Asie           | Severiano Ballesteros Masahiro Kuramoto |
| 2007  | Amata Spring Country Club Bangkok, Thaïlande                     | Europe         | 12½ - 3½       | Asie           | Severiano Ballesteros Naomichi Ozaki    |
| 2008  | Tournoi annulé                                                   | Tournoi annulé | Tournoi annulé | Tournoi annulé | Tournoi annulé                          |
| 2009  | Amata Spring Country Club Bangkok, Thaïlande                     | Asie           | 10 - 6         | Europe         | José María Olazábal Naomichi Ozaki      |
| 2010  | Amata Spring Country Club Bangkok, Thaïlande                     | Europe         | 8½ - 7½        | Asie           | Colin Montgomerie Naomichi Ozaki        |
| 2011  | Black Mountain Golf Club Hua Hin, Prachuap Khiri Khan, Thaïlande | Europe         | 9 - 7          | Asie           | Colin Montgomerie Naomichi Ozaki        |
| 2012  | Empire Hotel and Country Club Jerudong, Brunei-Muara, Brunei     | Asie           | 8 - 8          | Europe         | José María Olazábal Naomichi Ozaki      |
| 2013  | Dragon Lake Golf Club, Kings Course Canton, Guangdong, Chine     | Europe         | 8½ - 7½        | Asie           | José María Olazábal Yang Yong-eun       |
| 2014  | Tournoi annulé                                                   | Tournoi annulé | Tournoi annulé | Tournoi annulé | Tournoi annulé                          |

## Évènements similaires dans le monde du golf
- EurAsia Cup : Autre compétition masculine par équipes, se déroulant les années impaires, sous un format similaire à la Ryder Cup et mettant face à face l'Europe opposée à l'Asie.
- Presidents Cup : Autre compétition masculine par équipes, se déroulant les années impaires, sous un format similaire à la Ryder Cup et mettant face à face les États-Unis et une équipe internationale non européenne.
- Seve Trophy : Autre compétition masculine par équipes, se déroulant les années impaires, sous un format similaire à la Ryder Cup et mettant face à face le Royaume-Uni et l'Irlande opposés à l'Europe continentale.
- Hero Cup : Autre compétition masculine par équipes, se déroulant les années impaires, sous un format similaire à la Ryder Cup et mettant face à face le Royaume-Uni et l'Irlande à l'Europe continentale.